# Coppa Bernocchi 1981
La Coppa Bernocchi 1981, sessantatreesima edizione della corsa, si svolse il 24 agosto 1981 su un percorso di 216 km. Era valida come evento del circuito UCI categoria CB1.1. La vittoria fu appannaggio dell'italiano Giuseppe Saronni, che terminò la gara in 5h12'42", alla media di 41,445 km/h, che precedette i connazionali Giovanni Mantovani e Francesco Moser. La partenza fu a Legnano mentre l'arrivo fu a Lonate Ceppino.

## Ordine d'arrivo (Top 10)
| Pos. | Corridore          | Squadra        | Tempo    |
| ---- | ------------------ | -------------- | -------- |
| 1    | Giuseppe Saronni   | Gis Gelati     | 5h12'42" |
| 2    | Giovanni Mantovani | Hoonved        | a 6"     |
| 3    | Francesco Moser    | Famcucine      | a 6"     |
| 4    | Pierino Gavazzi    | Magniflex-Olmo | a 18"    |
| 5    | Erwin Lienhard     | Cilo-Aufina    | a 18"    |
| 6    | Vittorio Algeri    | Hoonved        | a 18"    |
| 7    | Jean-Marie Wampers | Santini        | a 30"    |
| 8    | Flavio Zappi       | Hoonved        | a 30"    |
| 9    | Stefan Mutter      | Cilo-Aufina    | a 30"    |
| 10   | Claudio Bortolotto | Santini        | a 30"    |